# Cible émouvante (film)
Pour les articles homonymes, voir Cible émouvante.
Pour plus de détails, voir Fiche technique et Distribution.
Cible émouvante est un film français réalisé par Pierre Salvadori, sorti en 1993.

## Synopsis
Victor (Jean Rochefort) est un tueur à gages vieillissant qui vit sous l'autorité d'une mère abusive. Il se prend d'affection pour Antoine (Guillaume Depardieu) et décide d'en faire son apprenti. Pour cela, ils doivent tuer Renée (Marie Trintignant), mais tout ne se passe pas comme prévu.

## Fiche technique
- Titre : Cible émouvante
- Réalisation : Pierre Salvadori
- Photographie : Gilles Henry
- Production : Les Films Pelléas
- Musique : Philippe Eidel

## Distribution
- Jean Rochefort : Victor Meynard
- Marie Trintignant : Renée Dandrieux
- Guillaume Depardieu : Antoine
- Serge Riaboukine : Manu
- Patachou : Mme Meynard
- Wladimir Yordanoff

## Autour du film

### Remake
Un remake du film a été réalisé en 2009, nommé Petits Meurtres à l'anglaise.